# Hans Goldschmidt
Pour les articles homonymes, voir Goldschmidt.
Johannes Hans Wilhelm Goldschmidt (18 janvier 1861 à Berlin – 21 mai 1923 à Baden-Baden) est un chimiste allemand, étudiant de Robert Bunsen.

## Biographie
Son père, Theodor Goldschmidt, est le fondateur de la compagnie Chemische Fabrik Th. Goldschmidt qui devient la firme Degussa. Hans Goldschmidt et son frère Karl dirigent cette entreprise pendant plusieurs années à partir de 1888.
Hans Goldschmidt est principalement connu pour avoir inventé en 1893 et breveté en 1895 la thermite, et pour être le co-inventeur de l'amalgame de sodium.
La thermite, ou réaction aluminothermique, est la réaction de l'aluminium avec l'oxyde d'un autre métal, en général un oxyde de fer. Celle-ci est utilisée comme procédé de soudage et dans certains dispositifs incendiaires. La thermite est parfois appelée « réaction de Goldschmidt » ou « procédé Goldschmidt » du nom de son découvreur.